# الحكم حسن
الحكم حسن علي التكريتي طيار عراقي من اهالي مدينة تكريت٬ ولد عام عام 1944 اكمل دراسته الابتدائية والثانوية في مدينته والتحق بعدها في صنف القوة الجوية ،التحق إلى كلية القوة الجوية عام 1963 وتخرجت منها عام 1966 برتبة ملازم طيار ونسب على الطائرات المقاتلة (الهوكر هنتر) ، واستمربالخدمة في الأسراب المقاتلة ثم نقل إلى أسراب الميك 21 .
- اشغل مناصب متعدده وكما يلي :

امر رف مقاتلات.
امر سرب مقاتلات.
امر جناح مقاتلات.
امر قاعدة جوية.
مدير شعبة الخطط في الحركات الجوية.
مدير طيران الجيش.
معاون قائد القوة الجوية للدفاع الجوي.
عضو القيادة العامة للقوات المسلحة.
- وأخر منصب هو محافظ بابل ولحين احتلال العراق.

اشترك بدورات اختصاصية داخل وخارج العراق وحصل على شهادات عديدة وكما يلي:
شهادة معلم طيران / الباكستان.
ماجستير كلية الأركان المشتركة /الهند.
شهادة معلم طيران آلات ليلي /إنكلترا.
شهادة اختيار الأشخاص / إنكلترا.
شهادة كلية الحرب العليا / أكاديمية ناصر في جمهورية مصر.
شهادة سلامة الطيران / يوغسلافيا.
- المؤتمرات / شارك بمؤتمرات متعدده داخل وخارج العراق.
- المساهمات الخارجيه / ساهم مع القوات الجويه الصومالية ،وكذلك في جمهورية زامبيا.[1]